# Sanctuaire de Vicoforte
Le sanctuaire de Vicoforte (en italien : santuario di Vicoforte), également connu sous le nom de sanctuaire-basilique Regina Montis Regalis, est un édifice religieux catholique italien, de style baroque, situé à Vicoforte dans la région du Piémont. 

## Situation
Le sanctuaire est situé au centre du village de Vicoforte, non loin de Mondovi.

## Histoire
L'origine de ce lieu de culte remonterait à l'année 1592, quand un chasseur nommé  Giulio Sargiano aurait accidentellement frappé une image de la Vierge située en haut d'une colonne, laquelle aurait ensuite saigné. 
Si la construction de cet édifice remonte à 1596, sur un projet d’Ascanio Vittozzi, il faudra attendre 1733 pour que la gigantesque coupole elliptique consacrée à la Gloire de Marie soit achevée par Francesco Gallo. Le monument de Marguerite de Savoie est exécuté par Giuseppe I Gaggini entre 1709 et 1714. Enfin en 1891, le sanctuaire est complété par l'édification de quatre campaniles par Camillo Riccio et par l'achèvement de sa façade ouest.
Le monastère cistercien date du XVIIe siècle et a été agrandi au XXe siècle.

## Architecture

### Le monastère
L'ensemble architectural, qui comprend un vaste cloître de la fin de la Renaissance et un réfectoire à fresques du XVIIIe siècle, inclut également la Palazzata, un ensemble d'édifices bas à plan semi-octogonal destinés à l'origine à héberger les pèlerins, situés sur le pourtour de la place en face de l'église.

### Le sanctuaire
La coupole elliptique (37,15 × 24,90 m) de Francesco Gallo est décorée à l’intérieur en quadratura et par la plus grande fresque à thème unique existante d'une surface de 6 032 m2 de Giuseppe Galli Bibiena, Felice Biella et Mattia Bortoloni.
La grande abside est dédiée à saint Roch pour sa protection contre la grande peste de 1630. 
À l’intérieur, se trouve le tempietto del Pilone, que l'on doit également à Francesco Gallo et qui abrite en son milieu une châsse en argent.

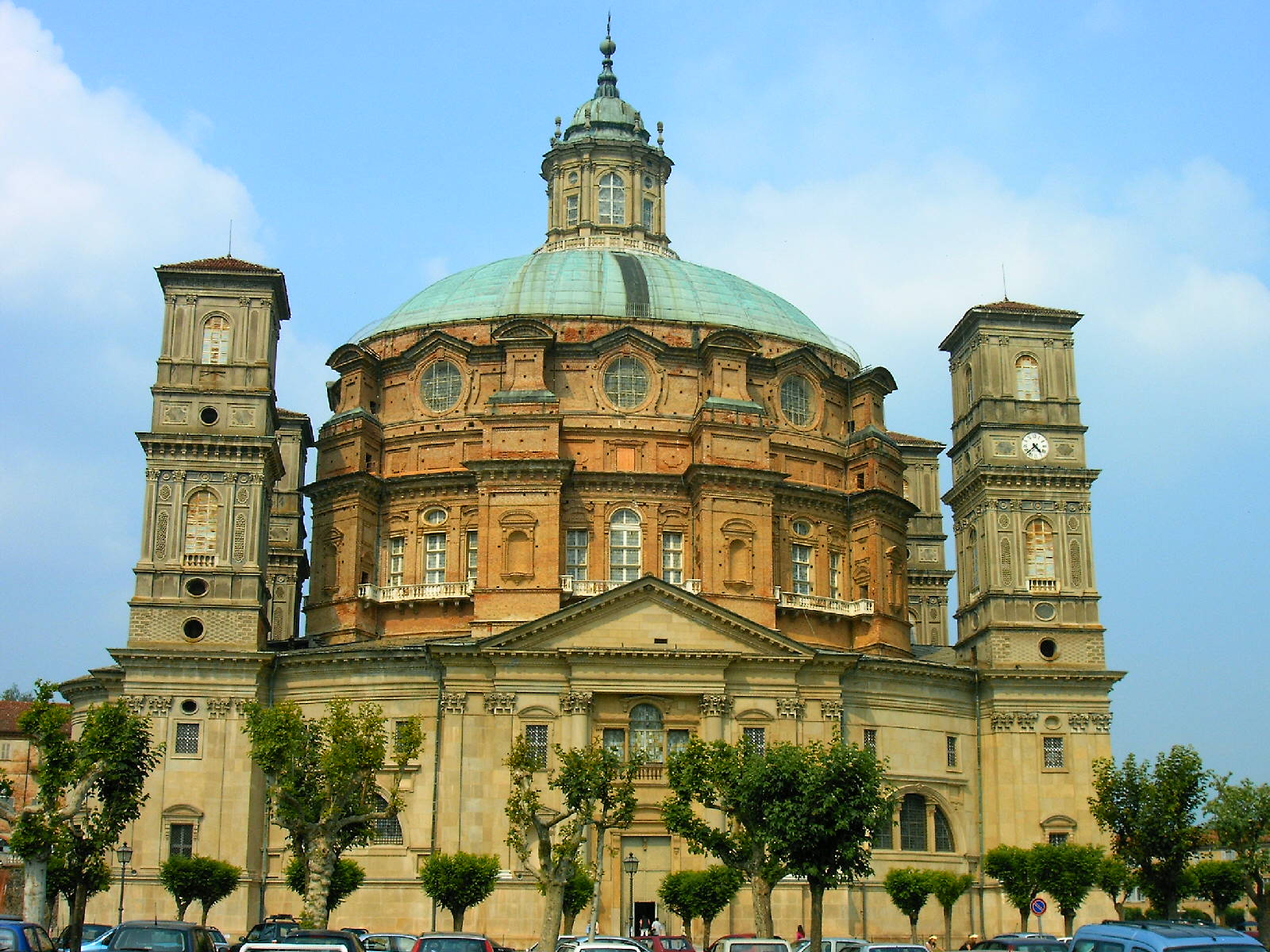
Vue de face du sanctuaire.
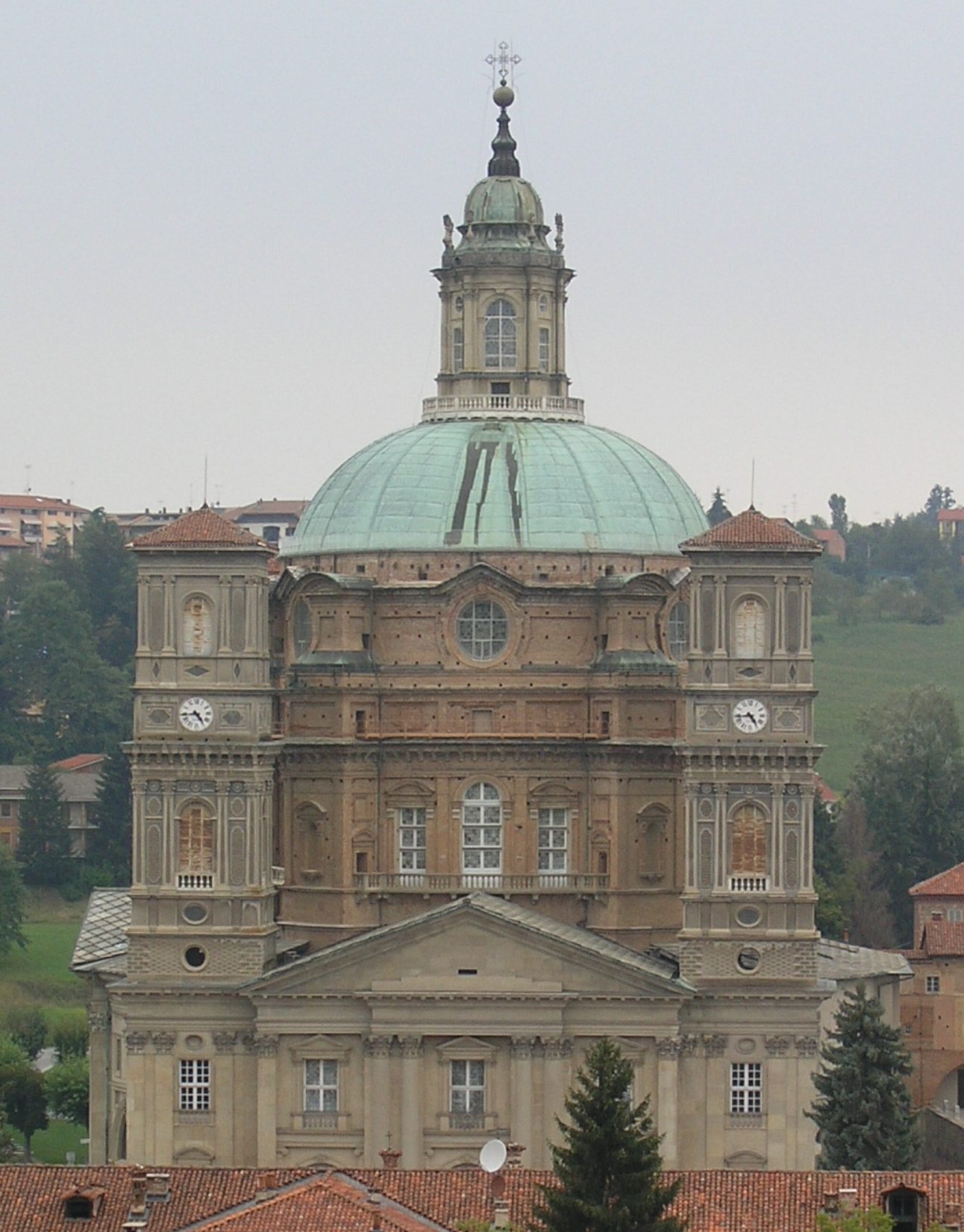
La coupole et les quatre campaniles de Camillo Riccio.
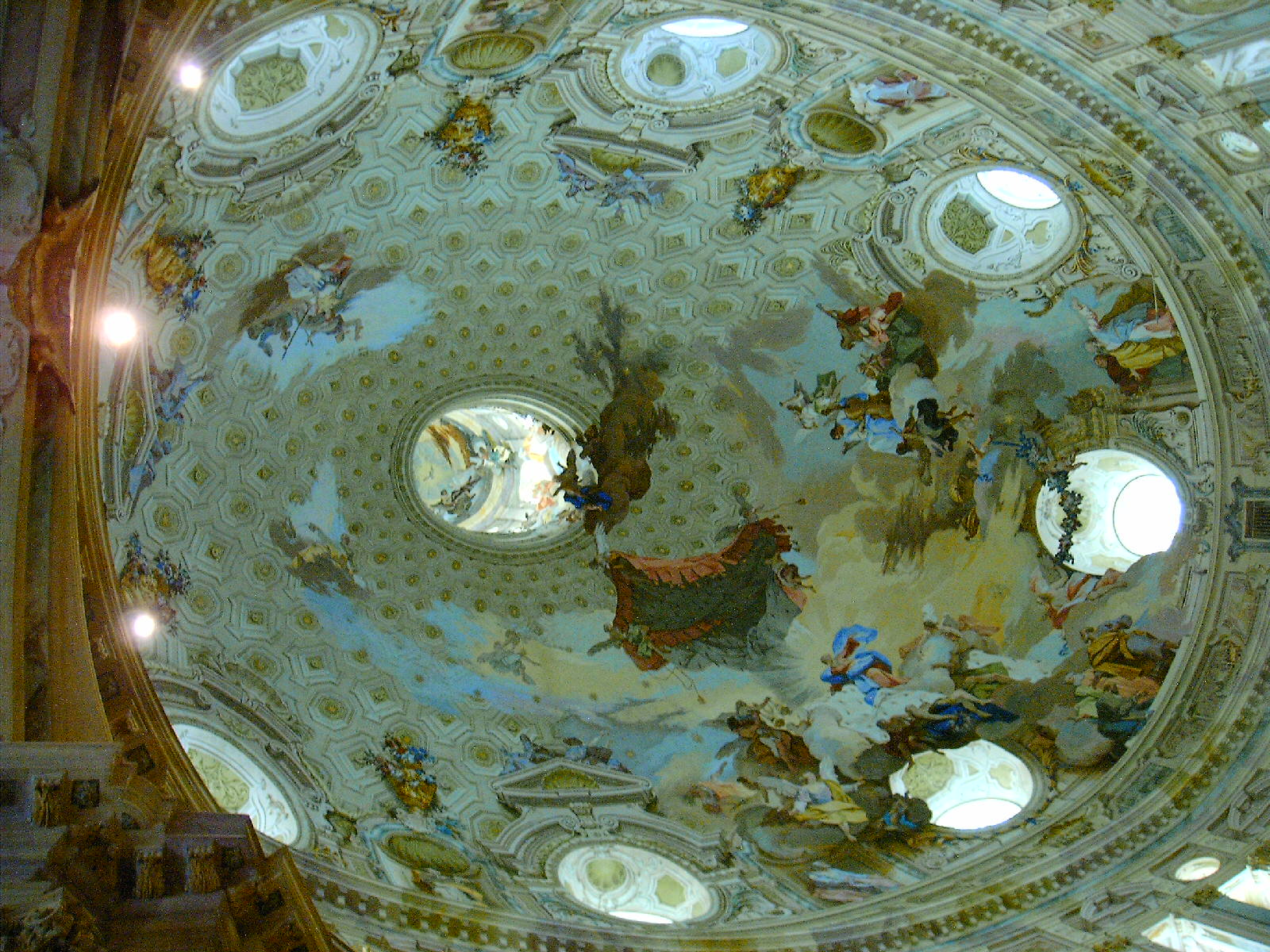
Fresques de la voûte de la coupole de Felice Biella et Mattia Bortoloni.
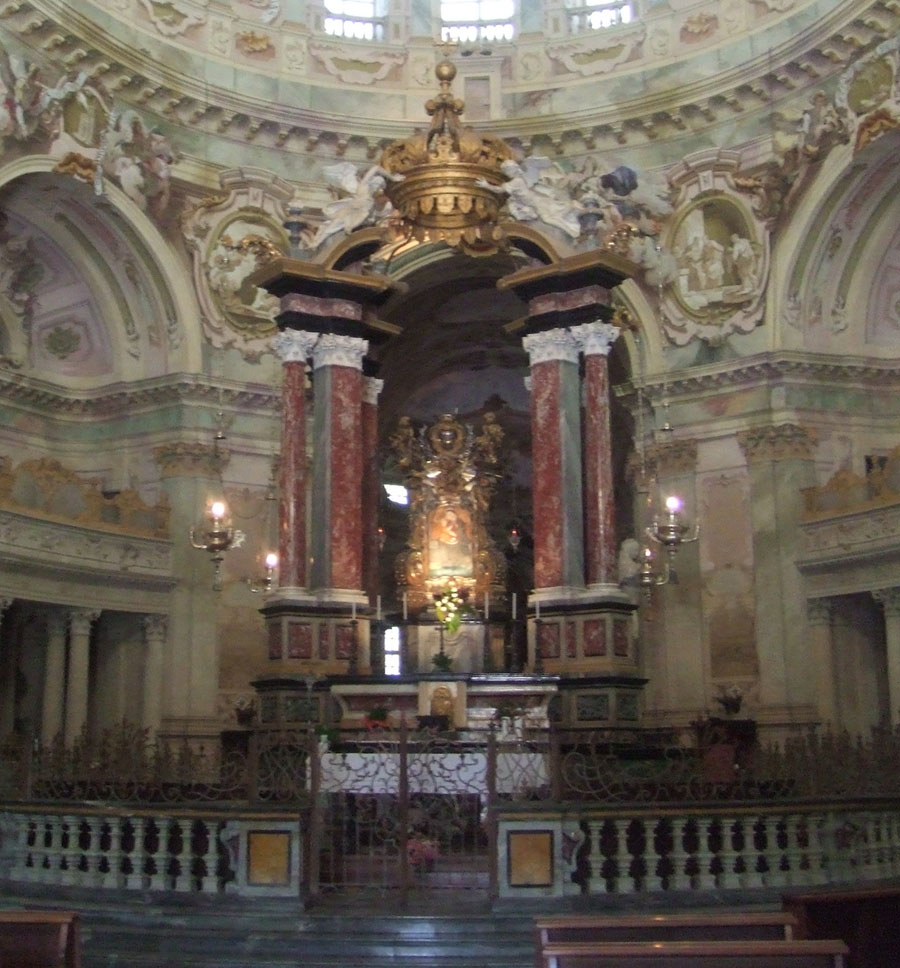
Tempietto del Pilone de Francesco Gallo.

## Sépultures
Le sanctuaire accueille des sépultures de membres de la maison de Savoie :
- le duc de Savoie Charles-Emmanuel Ier (1562-1630), transféré en 1677 ;
- le cœur de sa fille Marguerite (1589-1655), duchesse de Mantoue et vice-reine du Portugal (1635-1640) ;
- le roi d'Italie Victor-Emmanuel III (1869-1947), transféré en décembre 2017 ;
- la reine Hélène (1873-1952), épouse du précédent, transférée en décembre 2017.

## Les coupoles elliptiques en Italie par ordre de grandeur
- Sanctuaire de Vicoforte : 37,15 × 24,90 m
- Église Saint-André du Quirinal à Rome : 25,80 × 16,25 m
- Église Saint-Charles-des-Quatre-Fontaines à Rome : 25,80 × 16,25 m
- San Giacomo[Où ?] : 23 × 25 m
- Sant'Ermenegildo[Où ?] : 16 × 19 m